# Мацьки
Мацьки́ — село в Україні, у Словечанській сільській громаді Коростенського району Житомирської області. Населення становить 60 осіб.

## Історія
У 1906 році хутір Покалівської волості Овруцького повіту Волинської губернії. Відстань від повітового міста 47 верст, від волості 22. Дворів 20, мешканців 93.